# Irmãos Kurimori
Irmãos Kurimori foi uma dupla sertaneja brasileira formada pelos irmãos Hiroshi Kurimori e Masashi Kurimori.
Os irmãos foram descobertos em Igarapava, SP por Capitão Furtado.

## Discografia
- 1959: "Saudades do Japão"[4]
- 1959: "Cavalo Queimado"[5]
- 1960: "Cantando em Serenata"
- 1960: "Sagrada Capelinha"[6]
- 1960: "Conselho Pras Moças"